# مقاطعة سوسكس (ديلاوير)
مقاطعة سوسكس (بالإنجليزية: Sussex County, Delaware)‏ هي إحدى مقاطعات ولاية ديلاوير في الولايات المتحدة. تأسست سنة 1683، بلغ عدد سكانها 200330 نسمة في عام 2010 حسب إحصاء مكتب تعداد الولايات المتحدة وتصل الكثافة السكانية فيها 81.1 نسمة/كم2.

## أعلام
- مارك بريسكو
- ويليام بورتون
- جاي بريسكو
- صموئيل كورني
- روث آن مينر
- جون كولينز

## وصلات خارجية
- www.sussexcountyde.gov
- United States Counties

قالب:مقاطعات ديلاوير